# Prugovac (Kloštar Podravski)
Prugovac falu Horvátországban Kapronca-Kőrös megyében. Közigazgatásilag Gorbonokhoz tartozik.

## Fekvése
Szentgyörgyvártól 9 km-re délkeletre, községközpontjától 3 km-re délnyugatra a Bilo-hegység és a drávamenti főút mellett fekszik.

## Története
A település Szent Miklós tiszteletére szentelt középkori plébániatemplomát már 1334-ben említi Ivan goricai főesperes a zágrábi káptalan helyzetéről írott beszámolójában. Az 1501-es egyházlátogatáskor említik Domonkos nevű papját is. A középkori templom az akkor még Poroknak nevezett faluval együtt valószínűleg 1552-ben a török drávamenti hadjáratában pusztult el. A 17. században telepítették újra. 1636-ban már megnyílt a település első egyházi iskolája, amely később több helyen is működött. A népiskola 1830-ban nyitotta meg kapuit. Az iskola építéséhez a földterületet 1871-ben vásárolta a falu.
1857-ben 904, 1910-ben 1122 lakosa volt. A falu Trianonig Belovár-Kőrös vármegye Szentgyörgyi járásához tartozott. 2001-ben a falunak 772 lakosa volt. A településen négyosztályos iskola működik.

## Nevezetességei
- Szent Borbála tiszteletére szentelt római katolikus temploma[2] a falu magasabban fekvő részén található. A barokk épület a régebbi templom falain épült, amelyet részben a késő historikus korszakban restauráltak. A berendezésből kiemelkedik a kora barokk típusú retablós két oltár és a  minőségi festményekkel és virágokkal díszített antependium.

- Progóc várának csekély maradványai a templom körül.

## Külső hivatkozások
- A gorbonoki alapiskola honlapja